# Papouasie-Nouvelle-Guinée aux Jeux olympiques d'été de 1976
L'équipe de Papouasie-Nouvelle-Guinée olympique participe aux Jeux olympiques d'été de 1976 à Montréal. Elle n'y remporte aucune médaille. La délégation papouasienne compte 6 sportifs (6 hommes et 0 femmes).

## Engagés papouasiens par sport

### Athlétisme
| Hommes | Femmes |
| --- | ------ |
| 200 m : - Wavala Kali : 1er tour, 22 s 64. 400 m : - Wavala Kali : 1er tour, 48 s 85. 5 000 m : - John Kokinai : 1er tour, 14 min 58 s 33. 10 000 m : - Tau John Tokwepota : 1er tour, 32 min 26 s 96. Marathon : - Tau John Tokwepota : 66e, 2 h 38 min 04 s. - John Kokinai : 59e, 2 h 41 min 49 s. |        |

### Boxe
| Hommes                                                                               | Femmes |
| ------------------------------------------------------------------------------------ | ------ |
| Poids mi-mouches : - Zoffa Yarawi : 2d tour. Poids coqs : - Tumat Sogolik : 2d tour. |        |

### Tir
| Mixtes                                            |
| ------------------------------------------------- |
| Fosse olympique : - Trevan Clough : 35e, 159 pts. |

## Sources
- (en) https://www.sports-reference.com/